# Hewlett Johnson
Hewlett Johnson, född den 25 januari 1874 i Kersal, England, död den 22 oktober 1966 i Canterbury, var en engelsk präst kallad ”den röde domprosten” på grund av sina klart uttalade sympatier för kommunismen.

## Biografi
Johnson var son till en fabriksägare och fick sin utbildning vid The King's School, Macclesfield. Han tog examen i anläggningsteknik vid Owens College, Manchester 1894.
Han arbetade 1895 - 98 med att bygga järnvägsvagnar i Openshaw, Manchester, och blev associerad medlem av Institute of Civil Engineers. Under denna tid blev han av två arbetskamrater introducerad till socialismen.
Efter att ha beslutat sig för att göra missionsarbete för Church Missionary Society, började han år 1900 studera vid Wycliffe Hall i Oxford och därefter vid Wadham College. Samfundet avvisade emellertid honom på grund av hans alltmer liberala teologiska ståndpunkter varför han koncentrerade sig på utbildning till präst och prästvigdes 1904.
Från 1905 tjänstgjorde Johnson som kyrkoherde, men under första världskriget förhindrade hans okonventionella syn på kriget honom från aktiv tjänst som armékaplan, och han arbetade istället i ett läger för krigsfångar i hans församling.
Johnson hölls, som uttalad kristen marxist, under bevakning av MI5 1917 när han talade i Manchester till stöd för oktoberrevolutionen. Trots att han aldrig gick med i kommunistpartiet, blev han styrelseordförande för dess tidning, The Daily Worker. Hans politiska åsikter var impopulära men hans hårda arbete och prästerliga kompetens gjorde att han utsågs till domprost i Manchester av Ramsay MacDonald 1924. Han utsågs senare till dekanus av Canterbury 1931.
Johnson avgick från domprostämbetet i Canterbury 1963, året före hans 89:e födelsedag, men bosatte sig i staden, där han bodde på den passande adressen Red House på New Street. Samtidigt med sitt intresse för den kommunistiska utvecklingen i världen, engagerade han sig i psykisk forskning och slutförde innan sin död en självbiografi, Searching for Light (postumt publicerad 1968). Han dog på Kent and Canterbury Hospital 1966, och begravdes i klostret Garth på Canterbury Cathedral.
Johnson erhöll 1951 Lenins fredspris.